# Diocèse de Swansea et Brecon
Le diocèse de Swansea et Brecon est l'un des six diocèses anglicans du Pays de Galles qui s'étend sur le sud-est de la région. Son siège est la cathédrale de Brecon.